# Tommaso Campanella
Pour les articles homonymes, voir Campanella.
Tommaso Campanella est un frère dominicain, poète, astrologue et philosophe italien, né le 5 septembre 1568 à Stilo (Calabre), mort le 21 mai 1639 à Paris. Il s'intéresse principalement à la politique de son temps (monarchie espagnole régnant alors sur la Calabre intégrée au royaume des Deux-Siciles), et développe, notamment dans son ouvrage La Cité du Soleil, des thèses de philosophie politique qui tendent vers l'utopie. Il élabore également sa propre théorie de la connaissance.

## Biographie

### Période italienne
Tommaso Campanella naît le 5 septembre 1568 en Calabre, à Stilo, dans une famille analphabète, sous le nom de Giovanni Domenico Campanella. Son père Géronimo est cordonnier.
Il entre à 14 ans dans l'ordre des Dominicains, où il reçoit le prénom Tommaso.
Lors d'un séjour à Naples en 1590, il publie une Philosophia Sensibus Demonstrata, œuvre marquée par les théories naturalistes : il est accusé d'hérésie et condamné à la prison. Libéré sous la condition de regagner la Calabre, il parcourt toutefois l'Italie pendant une dizaine d'années et se fait fréquemment condamner pour ses idées.
Il a connu Galilée, qu'il devait défendre plus tard, à Padoue. En 1598, Campanella rejoint enfin son couvent de Calabre, mais semble avoir en vue d'y instaurer une sorte de république théocratique. À nouveau arrêté, il est transféré vers Naples, alors sous domination espagnole, où il subit la torture avant d'être condamné, en 1602, pour hérésie.
Pendant ses vingt-sept ans de détention, Campanella rédige plusieurs ouvrages et correspond avec de nombreux savants. En 1623, il publie La Cité du Soleil ((la) Civitas Solis), une utopie de république fondée sur la raison et l'amour de Dieu.

### Période française
Libéré en 1626, il est rapidement arrêté à nouveau à Rome où il reste emprisonné jusqu'en 1629. Dès sa mise en liberté surveillée, il se réfugie en France, en 1634, où il finit sa vie.
Il devient l'ami de Nicolas-Claude Fabri de Peiresc et entretient une correspondance avec lui. Campanella critique les thèses atomistes de Pierre Gassendi, ce qui lui sera reproché par Peiresc.
Campanella est protégé par le cardinal de Richelieu. Il éprouve le désir ardent de réformer les sciences théologiques et naturelles, et de s'appuyer sur la sensation pour ces dernières, ce pourquoi Victor Cousin le classe parmi les sensualistes.

### Jugements de la postérité
Il est généralement considéré par les historiens de la philosophie comme un penseur qui a manqué de rigueur et de solidité dans sa construction d'un système, malgré sa forte volonté de lutter contre la scolastique et de rénover les sciences. Ouvert aux nouvelles façons de penser, il n'aurait cependant pas réussi lui-même à ouvrir une nouvelle voie prometteuse. On lui reproche par exemple d'utiliser l'astrologie, pourtant fréquemment intégrée à la philosophie de la Renaissance.
Louise Colet, qui écrit la notice de présentation d'un ensemble de ses Œuvres choisies, contenant des poèmes, la Cité du Soleil et une partie de la correspondance, réhabilite Campanella face à ces jugements partiellement négatifs. Elle rappelle l'influence de la Somme théologique de Thomas d'Aquin sur Campanella, dominicain italien comme le Docteur angélique. Louise Colet mentionne aussi la forte impression que fit le Discours de la méthode de René Descartes sur Campanella, qui chercha à rencontrer le philosophe français, sans succès. Descartes écrivit une lettre au père Mersenne pleine de mépris pour l'œuvre de Campanella (il cite le De sensu rerum). Louise Colet reproche à Descartes de ne pas avoir tenu compte du combat que Campanella mena pour faire triompher les idées nouvelles. Elle écrit que « si Campanella ne fut pas un des grands fondateurs de la philosophie moderne, on ne peut oublier qu'il a souffert pour elle, et qu'il a droit à l'admiration et au respect ».

## Philosophie

### Théorie de la connaissance
Campanella se déclarait hostile à Aristote. Il avait conçu, vers le même temps que Francis Bacon, le projet de réformer la philosophie et de la ramener à l'étude de la nature, qu'il appelait le Manuscrit de Dieu. Il dérivait toutes nos connaissances de la sensation, et regardait toutes les parties du monde comme douées de sensibilité. Son credo épistémologique est « Sentire est scire » (sentir, c'est savoir).

### Philosophie politique
Campanella fut monarchiste et ultramontain. Il voulait un pape chef suprême de la chrétienté, pour former une communauté mondiale (De monarchia hispanica, 1620 et 1623, trad. 1997 ; De monarchia Messiae, 1633, trad. 2002). Il s'opposait à Machiavel dans son Atheismus triumphatus, et de façon générale dans son œuvre.
Dans La Cité du Soleil ou l'idée d'une république philosophique, il prône une république philosophique inspirée de Platon, où il se montre partisan d'une théocratie pontificale, et organise une polygamie[réf. nécessaire] soumise à des critères astrologiques dans une visée eugéniste.
« Maisons, chambres, lits, tout, en un mot, est commun entre eux. Tous les six mois les magistrats désignent à chacun le cercle, la maison et la chambre qu'il doit occuper. [...] Tous les arts mécaniques et spéculatifs sont communs aux deux sexes. Seulement, les travaux qui exigent plus de vigueur et qui se font hors des murs sont exécutés par les hommes. [...] À chaque nouvelle, ainsi qu'à chaque pleine lune, on rassemble, après un sacrifice, le conseil. Tous les individus au-dessus de vingt ans y sont admis à donner leur avis sur l'état de la république, à faire valoir leurs plaintes contre les magistrats ou à leur accorder des éloges. Tous les huit jours les magistrats se rassemblent ; c'est-à-dire, d'abord le Soleil, puis Sagesse, Puissance et Amour, qui ont chacun trois magistrats sous leurs ordres, chargés de la direction des arts dont ils ont la spécialité, ce qui fait déjà douze magistrats. Puissance dirige tout ce qui concerne l'art militaire ; Sagesse ce qui regarde les sciences ; Amour s'occupe de la nourriture, des vêtements, de la génération et de l'éducation. »
Ses traités politiques, comme De monarchia hispanica (1620) ou Le Monarchie delle nazimi (1638) voient comme réalisable l'unification de l'Europe sous la houlette d'une monarchie dominante, qu'il s'agisse de l'Espagne ou de la France.

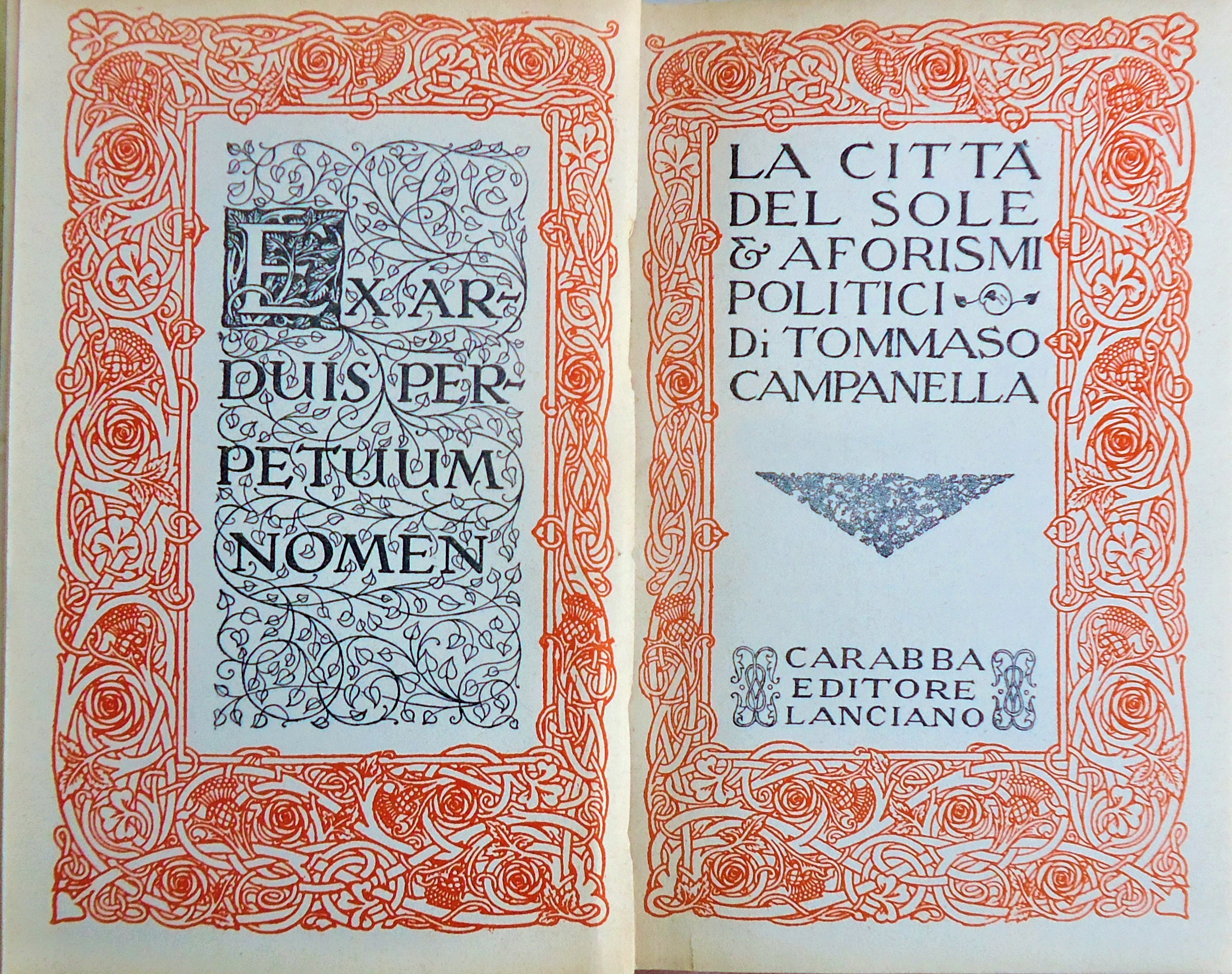
Tommaso Campanella-La Città del Sole-Carabba-1915.

### Cosmologie
Campanella développe une métaphysique de cinq mondes. 1) Le monde archétype (mundus archetypus) est Dieu, essence éternelle de toutes choses. 2) Le monde spirituel (mundus mentalis) regroupe les esprits, les âmes angéliques, les âmes humaines. 3) Le monde mathématique (mundus mathematicus) est l'espace (Spatium). 4) Le monde matériel (mundus materialis) est la masse corporelle indistincte (corporea moles). Enfin, 5) le monde des situations (mundus situalis) désigne les lieux et systèmes distincts.

## Publications

### Œuvres
(par ordre chronologique d'édition)

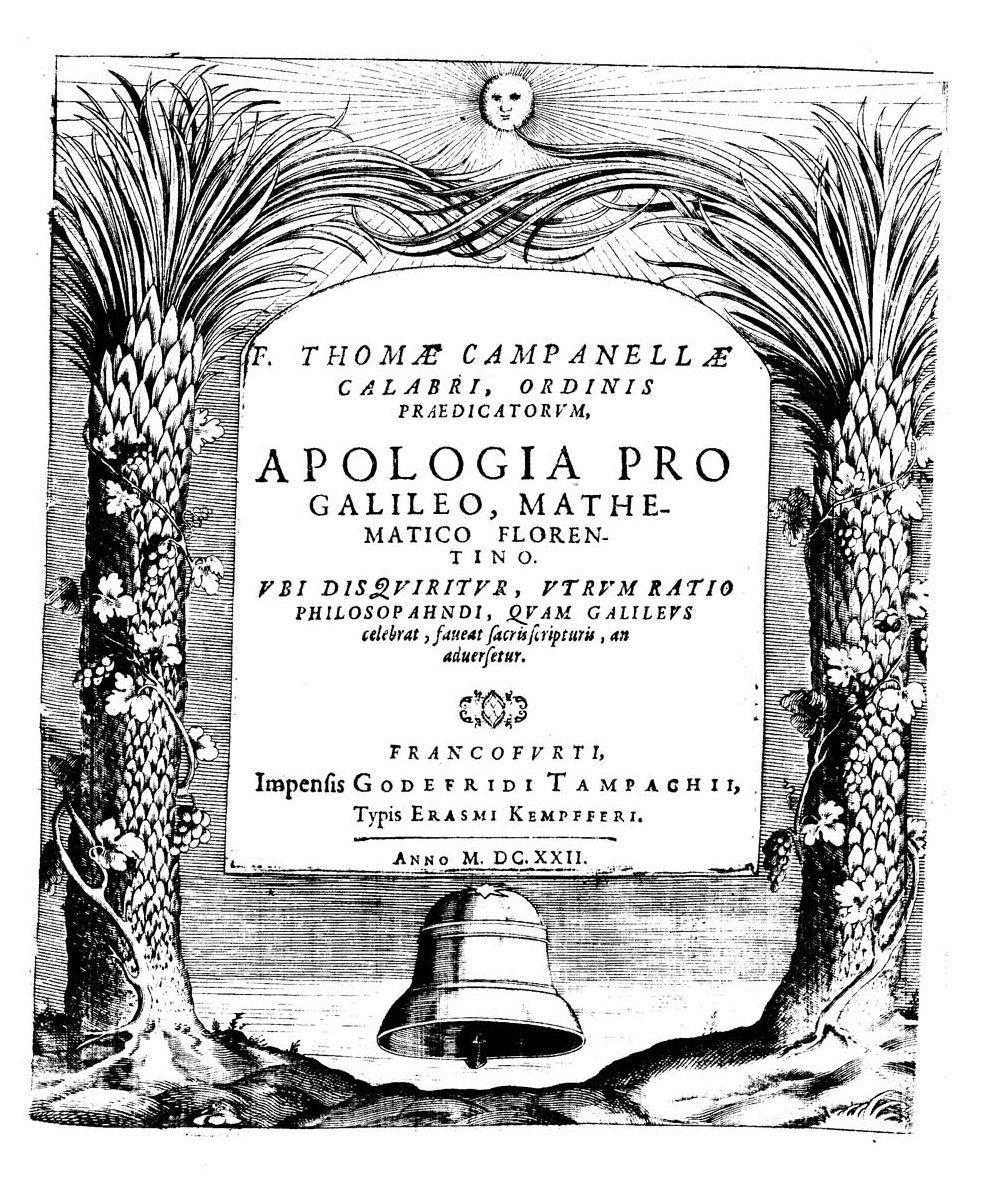
Apologia pro Galileo, 1622.

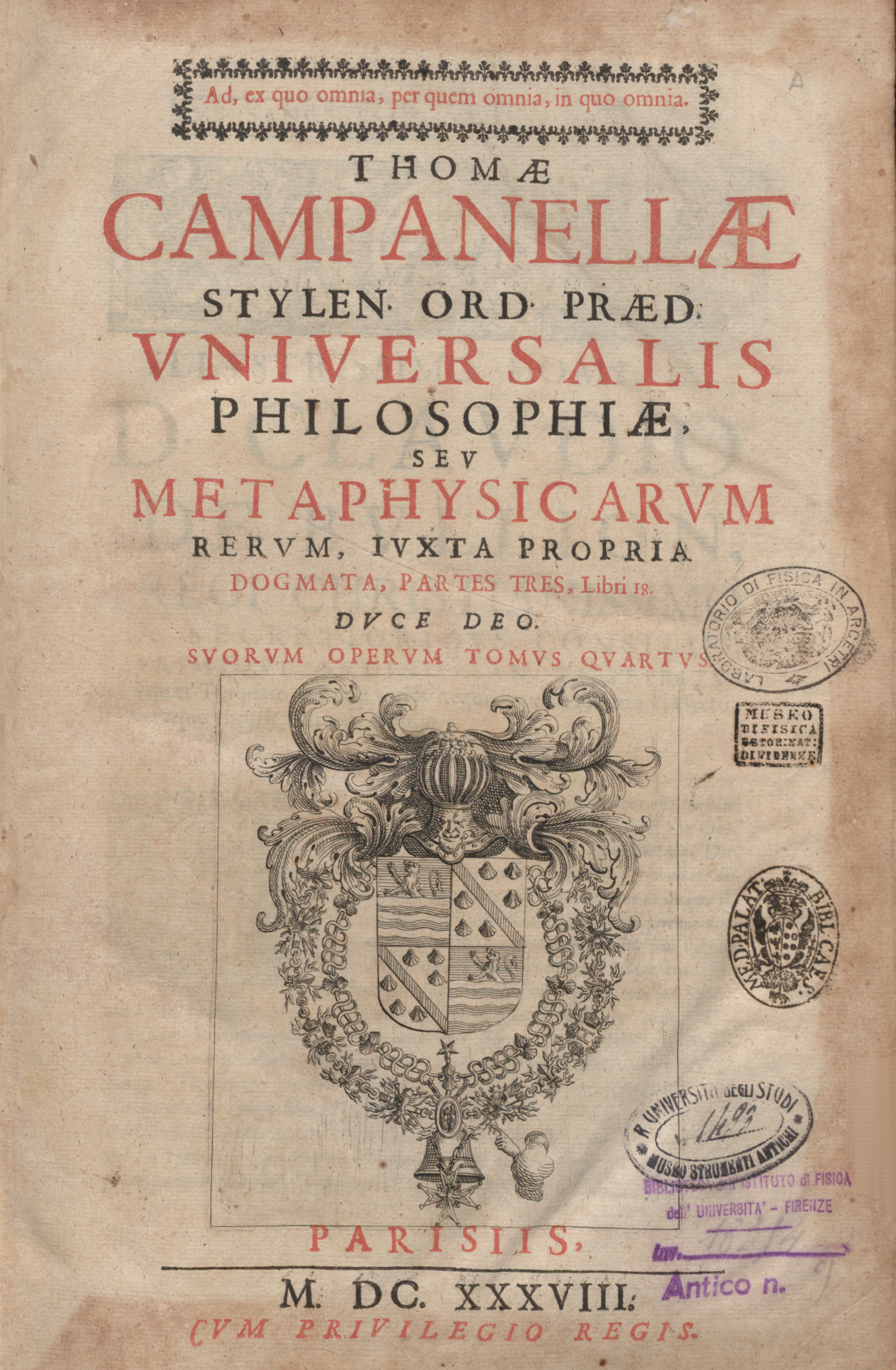
Metaphysica, 1638.

- Philosophia sensibus demonstrata, Naples, 1re éd. 1591. Il défend les dogmes de Bernardino Telesio. Trad. it. 1974.
- Monarchia del Messia, (it) 1606, éd. latine à Jési en 1633. Trad. fr. Monarchie du Messie, Paris, PUF, 2002, 498 p.
- Prodromus philosophie instaurandæ, Francfort, 1re éd. 1617. Rédigé en 1595.
- De sensu rerum et magia, Francfort, 1re éd. (1620). 1re éd. du texte primitif italien par A. Bruers en 1925 (Del senso delle cose e della magia).
- De Monarchia hispanica, 1re éd. en allemand 1620 et 1623. Rédigé en 1598, à Stilo. Trad. : La Monarchie d'Espagne, Paris, 1997.
- Apologia pro Galileo, Francfort, 1re éd. 1622. Rédigé en 1611. Texte et traduction par Michel-Pierre Lerner, Apologie de Galilée, Paris, Les Belles Lettres, 1972, 2001. (Science et humanisme).  (ISBN 2-251-34509-4).
- Philosophia realis, Francfort, 1re éd. 1623. Rédigé en 1614. Comprend la physique, la morale, l'économie et la politique.
- Civitas solis, Francfort, 1re éd. 1623 (appendice à la Philosophia realis). Éd. récente : Thomas Campanella (trad. Jules Rosset), La Cité du Soleil, Villers-Cotterêts, Ressouvenances, 1998, 342 p. (ISBN 2-904429-92-1). Texte italien primitif édité en 1904.
- Astrologia : Astrologicorum libri VI, Lyon, 1re éd. 1629. Rédigé en 1613-1614 ; Astrologicorum libri VII, Lyon, 1630.
- Atheismus triumphatus, Rome, 1re éd. 1631. Rédigé en 1606-1607. 1re éd. de la version italienne primitive en 2004 par G. Ernst, Pise : L'Ateismo trionfato.
- Universalis philosophiæ seu Metaphysicarum rerum, Paris, 1re éd. 1638. Rédigé en 1602-1623. Ed. abregée par Giovanni Di Napoli, 3 t., Bologne, Zanichelli, 1967.
- Metafisica. Universalis philosophia seu metaphysicarum rerum iuxta propria dogmata. Liber 1º (Paris 1638, rééd. Turin 1961), édition critique par P. Ponzio, Bari, Levante, Bari 1994.
- Metafisica. Universalis philosophiæ seu metaphysicarum rerum iuxta propria dogmata. Liber 14º, édition critique par T. Rinaldi, Bari, Levante, Bari 2000.
- Philosophia rationalis, Paris, 1re éd. 1638. Rédigé en 1612-1618. 5 traités comprenant la grammaire (1618), la dialectique, la rhétorique, la poésie, et l'histoire.
- Aforismi politici, Turin, 1re éd. anastatique 1941. Rédigé en 1607. Trad. fr. P. Caye et C. Monet, Université de Caen, 1993.
- Theologia, édition commencée en 1949 (!) Rédigé dès 1613. Ed. par R. Amario, prévue en 35 vol., en it.
- Chriroscopia, 1re éd. 1995. Rédigé vers 1635, pour Richelieu. Ed. par Germana Ernst, revue Bruniana et Campanelliana, I, 1995 et II, 1999.
- Opuscoli astrologici, Milan, 1re éd. 2003, par G. Ernst. Como evitare il fato astrale, Apologetico, Disputa sulle Bolle.
- Il a laissé des Lettres (Lettere) (éd. par Germana Ernst, Pise-Rome, 2000) et des Poésies (Scritti letterari) (trad. par Louise Colet, 1844).
- Œuvres choisies de Campanella  (trad. Jules Rosset, préf. Louise Colet), Paris, Lavigne, 1844
- Œuvres choisies : Opere scelte, par Alessandro D'Ancona, 1854, 2 t.
- Scelta di alcune poesie filosofiche - Choix de quelques poésies philosophiques, éd. par Marco Albertazzi, Traduit par Franc Ducros, La Finestra editrice, Lavis 2016 [ (ISBN 978-8895925-70-7)].

### Études
(par ordre chronologique)
- Antoine-Élisabeth-Cléophas Dareste de La Chavanne, Thomas Morus et Campanella, ou Essai sur les utopies contemporaines de la Renaissance et de la Réforme, Paris, Imprimerie administrative de Paul Dupont et Cie, 1843, 80 p. (lire en ligne)
- (it) Michele Baldacchini, Vita e filosofia di Campanella, Naples, 1847.
- Marie-Nicolas Bouillet  et Alexis Chassang (dir.), « Tommaso Campanella » dans Dictionnaire universel d’histoire et de géographie, 1878 (lire sur Wikisource)
- Léon Blanchet, Campanella, Paris, Félix Alcan, 1920.
- François Ducros, Tommaso Campanella poète, Montpellier : Impr. Dehan, 1969 (avec trad. de poèmes).
- Léonide Batkin, "Le paradoxe de Campanella", Diogène, n° 83, juillet-septembre 1973, pp. 80-104
- Michel-Pierre Lerner, Tommaso Campanella en France au XVIIe siècle. Napoli, Bibliopolis, 1995  (ISBN 88-7088-352-3).
- (en) John M. Headley, Tommaso Campanella and the Transformation of the World, Princeton, Princeton University Press, 1997.
- Germana Ernst et Eugenio Canone, « Une lettre retrouvée : Campanella à Peiresc, le 19 juin 1636 », Revue d'histoire des sciences, vol. 55, no 2,‎ 2002, p. 273-286 (lire en ligne, consulté le 15 mai 2016).
- Sylvie Ricci, « La représentation utopique de la ville dans La Città del Sole de Tommaso Campanella », Cahiers d'études romanes, vol. 8,‎ 2003, p. 65-79 (lire en ligne, consulté le 15 mai 2016).
- Ernst Bloch (trad. Pierre Kamnitzer), La philosophie de la Renaissance, Paris, Payot & Rivages, coll. « Petite Bibliothèque Payot », 2007, 218 p. (ISBN 978-2-228-90162-8 et 2-228-90162-8).
- Pascal Bouvier, Machiavel, Campanella. Image et imaginaire du politique, Paris, 2007 (Thèse).
- Jean Delumeau,  Le Mystère Campanella, Paris, Fayard, 2008  (ISBN 978-2-213-63634-4).
- Gianni Paganini, Skepsis. Le débat des modernes sur le scepticisme. Montaigne, Le Vayer, Campanella, Hobbes, Descartes, Bayle, Paris, Vrin, 2008.
- Jean-Louis Fournel, La cité du soleil et le territoire des hommes. Le savoir du monde chez Campanella, Paris, Albin Michel, 2012.

## Honneur
L'astéroïde (4653) Tommaso est nommé en son honneur.